# ميتشيل بيج
ميتشيل بيج (بالإنجليزية: Mitchell Page)‏ هو لاعب كرة قاعدة أمريكي، ولد في 15 أكتوبر 1951 في لوس أنجلوس في الولايات المتحدة، وتوفي في 12 مارس 2011 في جوبيتر في الولايات المتحدة.

## وصلات خارجية
- ميتشيل بيج على موقع دوري كرة القاعدة الرئيسي (الإنجليزية)
- ميتشيل بيج على موقعبيزبول رفرنس.كوم (الدوري الرئيسي) (الإنجليزية)
- ميتشيل بيج على موقعبيزبول رفرنس.كوم (الدوري الثانوي) (الإنجليزية)
- ميتشيل بيج على موقع IMDb (الإنجليزية)